# Nicolaus von der Willig
Nicolaus von der Willig (auch: von der Willigen) (* 1730; † 24. Mai 1798 in Uetersen) war ein deutscher Kaufmann und Kommerzrat.

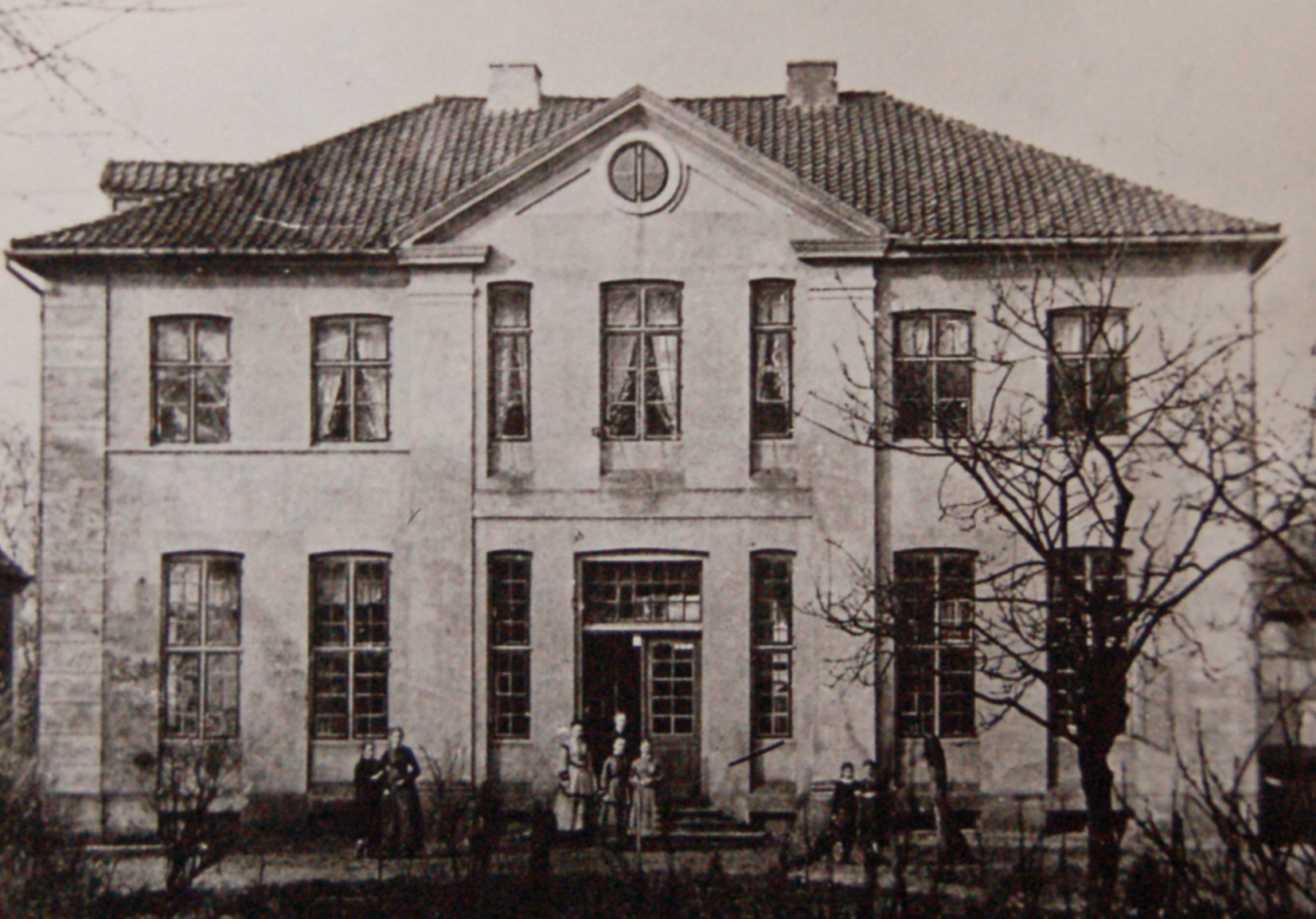
Das ehemalige Kulturdenkmal in der Mühlenstraße in Uetersen, Wohnort von Nicolaus von der Willig

## Leben
Willig war Resident und später Kommerzrat (Vorsitzender der Handelskammer), sowie ein wohlhabender Mann und gehörte zur „höheren“ Gesellschaft von Uetersen. Er bewohnte ein heute als Kulturdenkmal deklariertes zweigeschossiges Traufenhausin der Mühlenstraße in Uetersen mit einem hohen und durch Sockel abgesetzten Kellergeschoss. Im Mittelportal befand sich ein Wappen in Rocaillekartusche mit dem Wappen von Blome. Der Dramatiker, Gerichtsoffizier und Volkskundler Johann Friedrich Camerer beschrieb es 1762 als „artiges Haus“ (großes Haus) mit „schönen hohen und tapezierten Stuben, und einem vortrefflich angelegten Garten“. Willig war ein Musikliebhaber und ließ extra ein Musikzimmer mit Stuckdecke im Obergeschoss einrichten, um mit Freunden „manchen vergnügten Abend bey einer kleinen Musik“ zu genießen. Willig besaß „einen großen Schrank mit zwey gläsernen Thüren, voll von dem schönsten Dreßdner Porcellan“, und „Auf der Diele und in der Wohnstube, und noch auf einer Stube oben“ hing „eine vortreffliche Sammlung von Gemälden, von den besten holländischen und andern Meistern. Jedoch sind aus der niederländischen Schule die meisten“. Unter ihnen befand sich auch ein Bildnis der Geburt Christi und ein Gemälde von einem Kopf eines alten Mannes.
Nach seinem Tod gingen Teile seiner wertvollen Sammlung in die Privatsammlungen von Hermann Tratsch und Emil Meyer über. Diese wurden später an den Kreis Pinneberg verkauft. Ein Teil davon wurde in der Pinneberger Landdrostei der Öffentlichkeit zugänglich gemacht.